# Somers (Connecticut)
Somers è un comune di 10.417 abitanti degli Stati Uniti d'America, situato nella Contea di Tolland nello Stato del Connecticut.